# Puł
Puł – 
1. miedziana moneta tatarska bita od XIII do XV w. przez chanów Złotej Ordy i chanatów środkowoazjatyckich (np. Chiwy, Buchary) XVIII–XIX w., o masie 1–2 gramów, nosząca na awersie napis z datą i miejscem emisji, a na rewersie wyobrażenie gwiazdy, ptaka, kwiatu itd. Była bita również w Gruzji;
2. miedziana moneta rosyjska z XV i początku XVI w., wzorowana na tatarskiej, o wartości zbliżonej do srebrnej diengi, bita zwłaszcza w Księstwie Twerskim, rzadziej w Moskwie, Nowogrodzie, Suzdalu, Pskowie;
3. miedziana moneta ruska bita we Lwowie za Kazimierza Wielkiego, Ludwika Węgierskiego i Władysława Opolczyka;
4. dwudziestowieczna afgańska jednostka monetarna, równa 1/100 afgani, emitowana od 1929 r.